# Championnat d'Écosse de football 1991-1992
Navigation
Édition précédente Édition suivante
La 95e édition du championnat d'Écosse de football est remportée par le Rangers Football Club. C’est son 42e titre de champion, son quatrième consécutif. Les Rangers l’emportent avec 9 points d’avance sur le Heart of Midlothian. Le Celtic FC complète le podium.
Le système de promotion/relégation reprend ses droits: descente et montée automatique, sans matchs de barrage pour le dernier de première division et le premier de deuxième division.  Saint Mirren et Dunfermline Athletic descendent en deuxième division. Ils sont remplacés pour la saison 1991/92 par Dundee FC et Partick Thistle FC.
Avec 34 buts marqués en 44 matchs,  Ally McCoist du Celtic Football Club remporte pour la deuxième fois le titre de meilleur buteur du championnat.

## Les clubs de l'édition 1991-1992
| \| Aberdeen FC Glasgow · Celtic - Rangers Dundee United Saint Mirren Édimbourg · Hibernian FC-Heart of Midlothian Motherwell FC Dunfermline Athletic Saint Johnstone Falkirk FC Airdrieonians \| Localisation des clubs engagés dans le championnat. |
| Aberdeen FC Glasgow · Celtic - Rangers Dundee United Saint Mirren Édimbourg · Hibernian FC-Heart of Midlothian Motherwell FC Dunfermline Athletic Saint Johnstone Falkirk FC Airdrieonians                                                           |

| Club                               | Ville       |
| ---------------------------------- | ----------- |
| Aberdeen Football Club             | Aberdeen    |
| Airdrieonians Football Club        | Airdrie     |
| Celtic Football Club               | Glasgow     |
| Dundee United Football Club        | Dundee      |
| Dunfermline Athletic Football Club | Dunfermline |
| Falkirk Football Club              | Falkirk     |
| Heart of Midlothian Football Club  | Édimbourg   |
| Hibernian Football Club            | Leith       |
| Motherwell Football Club           | Motherwell  |
| Rangers Football Club              | Glasgow     |
| Saint Johnstone Football Club      | Perth       |
| Saint Mirren Football Club         | Paisley     |

## Compétition

### Classement
Le classement est établi sur le barème de points classique (victoire à 2 points, match nul à 1, défaite à 0).
| Rang | Équipe               | Pts | J  | G  | N  | P  | Bp  | Bc | Diff |
| ---- | -------------------- | --- | -- | -- | -- | -- | --- | -- | ---- |
| 1    | Rangers FC T+C       | 72  | 44 | 33 | 6  | 5  | 101 | 31 | +70  |
| 2    | Heart of Midlothian  | 63  | 44 | 27 | 9  | 8  | 60  | 37 | +23  |
| 3    | Celtic FC            | 62  | 44 | 26 | 10 | 8  | 88  | 42 | +46  |
| 4    | Dundee United        | 51  | 44 | 19 | 13 | 12 | 66  | 50 | +16  |
| 5    | Hibernian FC         | 49  | 44 | 16 | 17 | 11 | 53  | 45 | +8   |
| 6    | Aberdeen FC          | 48  | 44 | 17 | 14 | 13 | 55  | 42 | +13  |
| 7    | Airdrieonians        | 36  | 44 | 13 | 10 | 21 | 50  | 70 | -20  |
| 8    | Saint Johnstone      | 36  | 44 | 13 | 10 | 21 | 52  | 73 | -21  |
| 9    | Falkirk FC           | 35  | 44 | 12 | 11 | 21 | 54  | 73 | -19  |
| 10   | Motherwell FC        | 34  | 44 | 10 | 14 | 20 | 43  | 61 | -18  |
| 11   | Saint Mirren         | 24  | 44 | 6  | 12 | 26 | 33  | 73 | -40  |
| 12   | Dunfermline Athletic | 18  | 44 | 4  | 10 | 30 | 22  | 80 | -58  |

| Légende : Qualifications et relégations | Légende : Qualifications et relégations                                        |
| --------------------------------------- | ------------------------------------------------------------------------------ |
|                                         | Ligue des champions 1992-1993                                                  |
|                                         | Coupe d'Europe des vainqueurs de coupe 1992-1993                               |
|                                         | Coupe UEFA 1992-1993                                                           |
|                                         | Relégation en deuxième division                                                |
|                                         | T : Tenant du titre C : Vainqueurs de la Coupe d'Écosse de football P : Promus |

## Bilan de la saison
| Tableau d'Honneur                |            |
| Compétition                      | Vainqueur  |
| Championnat d'Écosse de football | Rangers FC |
| Coupe d'Écosse de football       | Rangers FC |

| Promotions et relégations |                                   |
| Promus                    | Dundee FC Partick Thistle FC.     |
| Relégués                  | Saint Mirren Dunfermline Athletic |

## Statistiques

### Meilleur buteur
- Ally McCoist, Rangers Football Club: 34 buts